# Athies (Somma)
Athies – miejscowość i gmina we Francji, w regionie Hauts-de-France, w departamencie Somma.
Według danych na rok 2011 gminę zamieszkiwało 611 osób, a gęstość zaludnienia wynosiła 57 osób/km² (wśród 2293 gmin Pikardii Athies plasuje się na 443. miejscu pod względem liczby ludności, natomiast pod względem powierzchni na miejscu 402.).